# Квинт Смирнски
Квинт от Смирна (на старогръцки: Κόϊντος Σμυρναῖος, Kóïntos Smurnaĩos; на латински: Quintus Smyrnaeus) е древногръцки поет от 4 век.
Квинт произлиза от Смирна (днес Измир), както Омир. Той пише запазения днес епос в 14 книги или 8772 верси Τὰ μεθ’ Ὅμηρον (ta meth’ Homeron, „След Омир“, често цитиран под латинското заглавие Posthomerica), в който преработва троянската легенда на Омировата Илиада до Одисея.